# Bruno von Kirchberg
Bruno von Kirchberg (... – Bressanone, 24 agosto 1288) è stato un vescovo cattolico tedesco, fondatore della città di Brunico che da lui prese il nome.

## Biografia
Bruno von Kirchberg era figlio del duca N. di Kirchberg di Svevia e di Berta di Tirolo, sorella del duca Alberto III di Tirolo. È probabilmente a causa di questa parentela che frequentò il seminario vescovile ("Domschule") di Bressanone, dal momento che all'epoca gran parte della val Pusteria era sottoposta alla casata di Tirolo. In seguito divenne Domicellarius ("Domherr")  di Magdeburgo e Cardinale diacono di S. Giorgio al Velabro. Altri dati sui suoi anni giovanili non sono conosciuti.
Alla morte del vescovo di Trento Aldrighetto di Castelcampo (che aveva nominato Alberto III di Tirolo podestà di Trento), agli inizi del 1247, il legato pontificio Pietro Capocci nominò, dopo lunghe trattative, Bruno von Kirchberg vescovo di Trento. Nel frattempo, però, un altro legato pontificio, il cardinale Ottaviano, aveva nominato amministratore della diocesi di Trento il Principe vescovo di Bressanone Egnone di Appiano (Egno von Eppan). Il Papa Innocenzo IV avviò ulteriori trattative, che proseguirono per tre anni. Al termine di queste, Egnone di Appiano ricevette finalmente, nel 1250, il titolo di Principe vescovo di Trento, ma dovette al contempo lasciare la diocesi di Bressanone a Bruno von Kirchberg. Il vescovo Bruno si trovò così ad avere non solo l'ufficio di vescovo di Bressanone, ma anche, in qualità di principe dell'Impero Germanico, un reale potere temporale.
La diocesi di Bressanone aveva numerosi possedimenti in Pusteria, in particolare un palazzo ad Aufhofen ("Villa Santa Caterina"), che fungeva da sede amministrativa. Per proteggerlo da attacchi e saccheggi, nel 1250 il vescovo Bruno fece costruire, su un'altura rocciosa nei pressi, il castello di Bruneck ("Rocca di Bruno"); al contempo diede il via all'insediamento di un abitato, intorno al castello, che costituì la città di Brunico-Bruneck. Se questa impresa lo rese famoso eternandone il nome, Bruno non restò inoperoso anche in altre parti della sua diocesi. A sud-ovest della città di Bressanone fece costruire una nuova residenza vescovile, lasciando disponibile, nel 1270 quella vecchia, per permettere un rifacimento della Frauenkirche presso il Duomo di Bressanone.
Nel 1265 Bruno strinse con il cugino Mainardo II un'alleanza che si configurò quasi come una completa sottomissione del principato di Bressanone alla contea del Tirolo. Nel 1274 Bruno prese parte al Concilio di Lione e nel 1286 al Concilio di Würzburg. Il 24 agosto 1288 morì e fu sepolto nel Duomo di Bressanone.